# Münchener Mustervorstellungen
Die sog. Münchener „Mustervorstellungen“ sind Operninszenierungen, die ab dem Jahr 1864 stattfanden und – vor allem für die Inszenierungen von Wagner-Opern – einen Vorbildcharakter erreichen wollten. Sie bilden in der Geschichte des deutschen Theaters und besonders in der des Bühnenbildes einen klaren Einschnitt. Sie waren eng mit der Person Ludwigs II. verbunden, der im selben Jahr den bayerischen Thron bestiegen hatte. Ihre besondere Bedeutung erlangten sie auch dadurch, dass sie als Vorbilder für seine noch kommenden „Märchenschlösser“ und für die Ausgestaltung der Innenräume bereits bestehender Bauten dienten.

## Vorgeschichte
Ludwig II. war 12 Jahre alt, als er mit den Schriften Richard Wagners zum ersten Mal in Berührung kam, und 15 Jahre, als er im Februar 1861 mit dem „Lohengrin“ seine erste Wagner-Oper sehen durfte. Nachdem er am 10. März 1864 mit 18 Jahren König von Bayern geworden war, begegnete er schon am 4. Mai zum ersten Mal Richard Wagner. Fortan standen Wagners Pläne unter besonderem königlichem Schutz.
Ludwig bewegte Wagner noch im Jahr der Thronbesteigung dazu, nach München zu ziehen, und bereits am 4. Dezember fand mit dem „Fliegenden Holländer“ die erste der sog. „Mustervorstellungen“ statt, die für die Interpretation der Wagnerschen Opern wie auch für den Stil der ganzen Münchener Hofoper richtungweisend werden sollte.
Ludwigs Ziel war, wie er am 8. November 1864 an Wagner schrieb, „das Münchener Publikum durch Vorführung ernster, bedeutender Werke, wie die des Shakespeare, Calderon, Goethe, Schiller, Beethoven, Mozart, Gluck, Weber in eine gehobene, gesammeltere Stimmung zu versetzen, nach und nach dasselbe jenen gemeinen, frivolen Tendenzstücken entwöhnen zu helfen […], indem ich ihm zuerst die Werke anderer bedeutender Männer vorführe; denn von dem Ernst der Kunst muß alles erfüllt werden.“
Das war der Grundgedanke der „Mustervorstellungen“, die in München mit hohem Aufwand betrieben wurden, die natürlich nicht aus dem Fundus zusammengestellt wurden und von denen wir heute noch ein reichhaltiges Quellenmaterial besitzen. Sie waren also expressis verbis u. a. zur moralischen Läuterung der Bevölkerung gedacht, zur Veredelung der Menschheit mit den Mitteln der Kunst. Damit klingt wieder der alte Gedanke der antiken Griechen in Epidauros an, Theater zur seelischen Heilung einzusetzen.

## Anspruch und Wirklichkeit
Entgegen dieser sehr anspruchsvollen Hoffnung sind in München damals allerdings häufig Bühnenbilder entstanden, die für uns heute einen wenig veredelnden Eindruck machen und die auch hin und wieder nicht ohne unfreiwillige Komik sind. Richard Wagner hatte schon 1841, zwei Jahre vor der Dresdner „Holländer“-Uraufführung, eine Abkehr von der großen Oper alten Stils gefordert, der er selbst noch mit seiner dritten Oper „Rienzi“ gehuldigt hatte. Er brach mit dieser eigentlich französischen Tradition schon in der Wahl seines Stoffes, der nicht mehr der Geschichte, sondern jetzt der Sage entnommen war, und knüpfte damit an die deutsche romantische Nationaloper an, die im „Freischütz“ von C. M. von Weber 1821 ihren Höhepunkt gefunden hatte – einer Oper, die Wagner immer als Ideal erschienen war.
Auch das Bühnenbild sollte keine äußere Illustration mehr sein wie in den historistisch orientierten Aufführungen beispielsweise der Meininger Schule, sondern es sollte die Dramatik der Handlung mit tragen – ein Gedanke, der 50 Jahre später von Adolphe Appia wieder aufgegriffen wurde.
Wagner führte einen lebenslangen Kampf um eine vollkommen entsprechende Darstellung seiner musikalischen Dramen. Dabei hatte er aber wohl eher ein Gespür dafür, was er nicht wollte, als eine feste Vorstellung davon, wie sich seine musikdramatischen Visionen praktisch auf die Bühne bringen lassen sollten. Er hatte genug damit zu tun, sich um die Erfüllung seiner Ansprüche an das Orchester und die Sänger zu kümmern, wie es bei der hektischen Vorgeschichte zur Uraufführung des „Tristan“ in München deutlich wurde.
Wagner musste froh sein, wenn überhaupt eine halbwegs akzeptable Aufführung zustande kam. Seine Angaben zu den Bühnenbildern waren skizzenhaft oder ergaben sich erst in der konkreten Auseinandersetzung mit einer aktuellen Inszenierung, waren also an die damaligen Denk- und Arbeitsformen der eingesessenen Bühnenleute und an seine eigenen Sehgewohnheiten gebunden und insofern nicht originärer Bestandteil der Partitur.
Bei der Behandlung der Lohengrin-Inszenierung wurden Wagners eigene Szenenangaben missachtet und trotzdem als Mustervorstellung im Sinne des Komponisten ausgegeben, offensichtlich mit Wagners Zustimmung. Dass Wagner aber eigentlich mit den Münchener Inszenierungen nie zufrieden war, zeigt sich daran, dass er sich dortige Aufführungen von Das Rheingold und Die Walküre 1869/70 unter wilden Drohungen verbat, wovon sich Ludwig II. aber nicht irritieren ließ.
Auch die Bayreuther Inszenierungen wurden nie so, wie Wagner sie sich wünschte. In einem Brief an Ludwig beklagte er sich, dass die Dekorationen immer so entworfen würden, als ob sie, wie in einem Panorama, ganz für sich alleine dastehen und betrachtet werden sollen, „während ich sie nur als schweigend ermöglichenden Hintergrund und Umgebung einer charakteristischen dramatischen Situation mitwirkend wissen will.“ Und noch deutlicher: „… und nachdem ich das unsichtbare Orchester geschaffen, möchte ich auch das unsichtbare Theater erfinden.“ Solche Äußerungen waren nicht für die Öffentlichkeit bestimmt, sondern finden sich nur in Briefen, Gesprächen und Tagebuchaufzeichnungen, die erst nach Wagners Tod veröffentlicht wurden.
Es ergibt sich bei der Bewertung der Münchener Mustervorstellungen die Schwierigkeit, die Münchener und Bayreuther Bühnenbilder kaum mit zeitgenössischen Alternativen vergleichen zu können, da von anderen Bühnen kaum Bildmaterial überliefert ist, zumal dort nach alter Theaterpraxis viele Kulissen aus dem Fundus zusammengestellt wurden. Erst die neuen Ansprüche Wagners und das ständige Interesse Ludwigs II. änderten diese Situation, so dass sich Vergleiche für diese Zeit in dem engen Raum München-Bayreuth abspielen.
Es ist bei den Münchener Mustervorstellungen auffällig, dass die Wagnerschen Musikdramen, die mit mehreren liebgewordenen Traditionen gleichzeitig brechen, mit Bühnenbildern versehen werden, die sich häufig um betonte Biederkeit bemühen, so als wollte man etwas Beunruhigendes durch besonders harmlose Verpackung gerade noch genießbar machen. Die Inszenierungen in München machen die Wagnersche Theaterveränderung nicht nur nicht mit, sondern greifen stattdessen auf besonders konservative Formen zurück.
Wagner hat das alles mehr oder weniger sanktioniert, was vielleicht damit zusammenhängt, dass er nicht alles auf einmal verändern konnte. So lassen sich auch die oft inkonsequenten und sich widersprechenden Äußerungen Wagners zur Inszenierung seiner Werke erklären. Er war selbst an bestimmte Sehgewohnheiten gebunden, die sich vielleicht bei ihm schneller geändert und sich seiner eigenen dramatischen Konzeption angenähert hätten, wenn ihm die entsprechenden Bühnenbildner zur Seite gestanden hätten, die es aber weder in München noch in Bayreuth gab.
Bühnenbilder waren in den insgesamt 209 Separatvorstellungen, die für Ludwig II. von 1872 bis 1885 entweder im National- oder im Residenztheater stattfanden, oft von entscheidender Bedeutung. Es wird behauptet, Ludwig habe einige Stücke nur spielen lassen, um bestimmte Schauplätze auf der Bühne sehen zu können. Andere Bühnenbilder wurden einfach vor oder nach einem Stück lediglich gezeigt, ohne mit der Handlung des gespielten Stücks in einem näheren Zusammenhang zu stehen.
Von 1878 an wurden auch insgesamt 44 Opern im Rahmen der königlichen Separatvorstellungen gezeigt, nicht nur von Wagner, auch von Verdi, Gluck und Meyerbeer.